# Василь I (єпископ Рязанський)
Василь Рязанський (нар. невідомо — пом. 1295, або між 1356 і 1360) — єпископ Російської церкви, єпископ Рязанський і Муромський.

## Життєпис
Святитель Василь — четвертий з єпископів рязанських, згаданий у Лаврентіївському літописі. За переказами, прийняв постриг у Муромі, потім був хіротонізований на єпископа Муромського.

Після запустіння граду Мурома від невірних людей прибув із Києва в Муром благовірний князь Георгій Ярославович. Цей князь оновив тамтешню церкву Благовіщення та другий храм св. страстотерпців Бориса і Гліба і поставив у церкві їх, як і раніше, єпископа, ім'ям Василя, чоловіка праведного і благочестивого.
— Житие святителя Василия
Створена у середині XVI ст. «Повість про єпископа Василя» розповідає, що він здійснив диво, будучи єпископом муромським . Після того, як натовп, як описується «за підбуренням чорта», звинуватив Василя в ганебній поведінці («О, єпископе, недостойно тобі мати дів у храміні своїй на ложі») і зажадав його смерті. Василь, після молитви, вийшов до Оки, поширив по воді єпископську мантію, став на неї з образом Богородиці в руках, і так о шостій годині був перенесений проти течії до Старої Рязані. Кафедра була перенесена з Мурома до Старої Рязані, а після її руйнування та запустіння — до Переяславля Рязанського.
Подібному ж вигнанню, згідно з житієм, піддався святитель Іоанн Новгородський. Але жваві новгородці зуміли перехопити пліт, у якому він плив угору річкою, і святитель повернувся до Новгорода.

## Вшанування
Переказ про святителя Василя плутаний і анахронічний. З цим ім'ям відомо два Рязанських єпископи (один — кінця XIII століття, інший — середини XIV століття).
Він не був канонізований серед муромських святих на Соборі 1547 року, але його місцеве шанування швидше за все стало наслідком соборного прославлення Муромських чудотворців.
Мощі святителя Василя були набуті в Рязані у Борисоглібського собору 10 (20) червня 1609 року та перенесені до кафедрального Успенського (нині Христоріздвяного) собору. Набуття і перенесення святих мощей святителя було здійснено Рязанським архієпископом Феодорітом (1605–1617). Мощі були покладені під спудом на лівому криласі. Тоді ж було складено тропар та кондак святителю. З того часу ім'я святителя Василя «в усіх церквах Рязанської єпархії».
Указом 1814 року Священний Синод дозволив святкувати пам'ять святителя Василя 21 травня, разом із Муромськими чудотворцями. Указом Синоду 1881 року затверджено дні святкування пам'яті святителя Василія: 3 липня — у день блаженної кончини (преставлення) та 10 червня — у день перенесення його мощей. Місцеве святкування святителю Василеві відбувається також 21 травня за юліанським календарем .